# Gama-Valerolactona
gama-Valerolactona (GVL) é um composto orgânico com a fórmula C5H8O2. Este líquido incolor é uma das lactonas mais comuns. GVL é quiral mas é normalmente usado como um racemato. É facilmente obtido da biomassa e é um combustível e solvente verde potencial. É um isômero estrutural da delta-valerolactona.

## Síntese
GVL é produzido do ácido levulínico, o qual é obtido das hexoses. Em um processo típico, biomassas celulósicas, tais como palha de milho, capim ou madeira, são hidrolisadas em glicose e outros açúcares usando catalisadores ácidos. A glicose resultante pode, em seguida, ser desidratada através de hidroximetilfurfural para se obter ácido fórmico e ácido levulínico, o qual pode então ser hidrogenado em ácido gama-hidroxipentanóico, que prontamente ciclisa a gama-valerolactona, que tem aplicações potenciais como um combustível líquido.

## Aplicações potenciais
GVL tem sido identificado como um solvente "verde" potencial. Por causa de seu odor herbáceo, é usado na indústria de perfumes e sabores.

### Combustível potencial
Uma vez que é facilmente obtida a partir da glicose, GVL tem sido identificada como um potencial "combustível verde". GVL retém 97% da energia da glicose e pode ser misturada sozinha na gasolina onde apresenta desempenho comparável às misturas etanol/gasolina. No entanto, devido aos limites de mistura para utilização em motores de combustão convencionais, pode ser mais eficiente converter GVL em alcenos (ou alcanos) líquidos. A primeira etapa neste processo é a abertura do anel de GVL obtendo-se uma mistura de ácidos pentenóicos. Estes ácidos podem então ser decarboxilados e produzir buteno e CO2. Estas conversões podem ser realizadas com catalisadores zeólitos. Após esta corrente é desidratada, os produtos podem ser oligomerizados a pressões elevadas na presença de um catalisador ácido comum para se obter alcenos com maiores pesos moleculares, orientadas para a gasolina e outras aplicações de combustível.